# Kostel svatého Alberta Velikého (Paříž)
Kostel svatého Alberta Velikého (fr. Église Saint-Albert-le-Grand) je katolický farní kostel ve 13. obvodu v Paříži, v ulici Rue de la Glacière. Kostel je zasvěcen scholastikovi Albertu Velikému.